# Cibao (Camuy)
Cibao es un barrio ubicado en el municipio de Camuy en el Estado Libre Asociado de Puerto Rico. En el Censo de 2010 tenía una población de 1374 habitantes y una densidad poblacional de 109,65 personas por km².

## Geografía
Cibao se encuentra ubicado en las coordenadas 18°22′42″N 66°52′27″O / 18.37833, -66.87417. Según la Oficina del Censo de los Estados Unidos, Cibao tiene una superficie total de 12.53 km², de la cual 12.52 km² corresponden a tierra firme y (0.06%) 0.01 km² es agua.

## Demografía
Según el censo de 2010, había 1374 personas residiendo en Cibao. La densidad de población era de 109,65 hab./km². De los 1374 habitantes, Cibao estaba compuesto por el 89.81% blancos, el 2.33% eran afroamericanos, el 1.6% eran amerindios, el 3.86% eran de otras razas y el 2.4% pertenecían a dos o más razas. Del total de la población el 99.2% eran hispanos o latinos de cualquier raza.